# Hymnes nationaux de la Nouvelle-Zélande
La Nouvelle-Zélande est l'un des deux seuls pays au monde, avec le Danemark, à posséder deux hymnes nationaux officiels de même statut. L'hymne traditionnel God Save the King n'est généralement utilisé qu'en présence du monarque ou d'un membre de la famille royale. Le second, God Defend New Zealand, est plus couramment utilisé comme lors d'événements sportifs, où il est chanté à la fois en anglais et en maori. En quelques occasions, les deux hymnes peuvent être utilisés.

## God Save the King
God Save the King (alternativement God Save the Queen lorsque le monarque est une femme) est hérité de la Grande-Bretagne lorsque la Nouvelle-Zélande devient une colonie. En 1860, il est traduit en maori par Edward Marsh Williams (en), fils du missionnaire Henry Williams, qui a dans sa jeunesse aidé son père à traduire le traité de Waitangi. Le God Save the Queen reste le seul hymne national du pays jusqu'en 1977 (voir infra).
En plus du Royaume-Uni, la chanson est utilisée dans d'autres royaumes du Commonwealth (comme l'Australie et le Canada), mais n'a pas le statut officiel d'hymne national dans ces pays. Elle est considérée simplement comme l'hymne royal. Son usage dans ces pays est toutefois similaire à celui de la Nouvelle-Zélande, où le God Save the King est le plus souvent joué uniquement en présence du monarque, d'un membre de la famille royale ou du gouverneur général, en tant que représentant du monarque.

## God Defend New Zealand

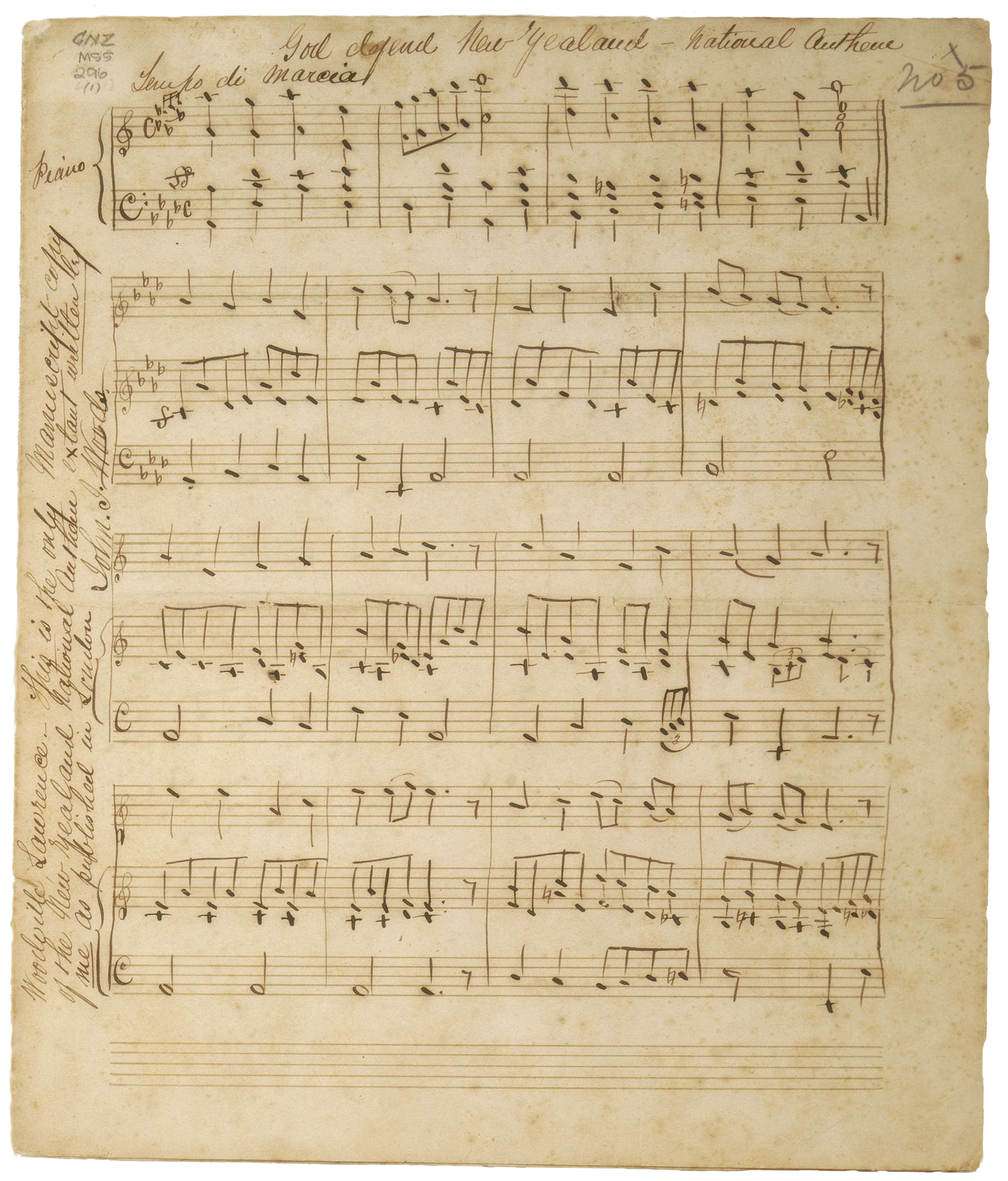
Partition originale de God Defend New Zealand.

God Defend New Zealand est un poème écrit par Thomas Bracken (en) dans les années 1870. Il est mis en musique et joué pour la première fois en public en 1876. La traduction en maori de l'original anglais est produite en 1878 par Thomas Henry Smith (en).
En 1940, le gouvernement néo-zélandais achète les droits d'auteur et en fait la chanson nationale de la Nouvelle-Zélande, pour les célébrations du centenaire du pays. Elle est utilisée aux Jeux de l'Empire britannique à partir de 1950 et aux Jeux olympiques à partir de 1972. Après les Jeux d'été de Munich, une campagne est lancée pour que la chanson soit officiellement adoptée comme hymne national.
En 1976, une pétition est présentée au Parlement pour demander que God Defend New Zealand devienne l'hymne national. Avec l'autorisation de la reine Élisabeth II, il est adopté le 21 novembre 1977, comme deuxième hymne national du pays, au même titre que le God Save the Queen. La Nouvelle-Zélande est ainsi le premier royaume du Commonwealth à adopter un hymne national distinct du God Save the Queen.
Jusqu'aux années 1990, seul le premier couplet de la version originale en anglais est chanté. Il est depuis courant de chanter à la fois en anglais et en maori, le premier couplet étant chanté en maori avant d'être répété en anglais.
Le ministère néo-zélandais de la Culture et du Patrimoine est responsable des hymnes nationaux.

## Royaume de Nouvelle-Zélande
Te Atua Mou E et Ko e Iki he Lagi sont les hymnes nationaux respectifs des Îles Cook et de Niue,. En 2012, les Tokelau adoptent un hymne territorial, Te Atua o Tokelau (en).